# Tartu universitetsmuseum
Tartu universitetsmuseum (estniska: Tartu Ülikooli muuseum) ligger i en byggnad på Domberget i Tartu i Estland, som ursprungligen uppfördes 1804–1807 för Tartu universitetsbibliotek i ruinerna av Dorpats domkyrka, och som ritades av Johann Wilhelm Krause. Universitetsmuseet flyttade in i en ny byggnad 1987, varefter den tidigare biblioteksbyggnaden övertogs av universitetsmuseet.
Museets föremålsinsamling började på 1960-talet på initiativ av kemisten Tullio Ilomets. Tartu universitets historiska museum etablerades 1976.
Den permanenta utställningen ger bland annat en överblick av Tartu universitets historia.  
Tartu domkyrkas torn och dess utsiktsplattformar är öppna för besökare mellan vår och höst. 

## Universitets museer
- Tartu universitets konstmuseum
- Tartus gamla observatorium
- Tartus gamla anatomiska teater
- Tartu universitets naturhistoriska museum
- Tartu universitets botaniska trädgård

## Bildgalleri

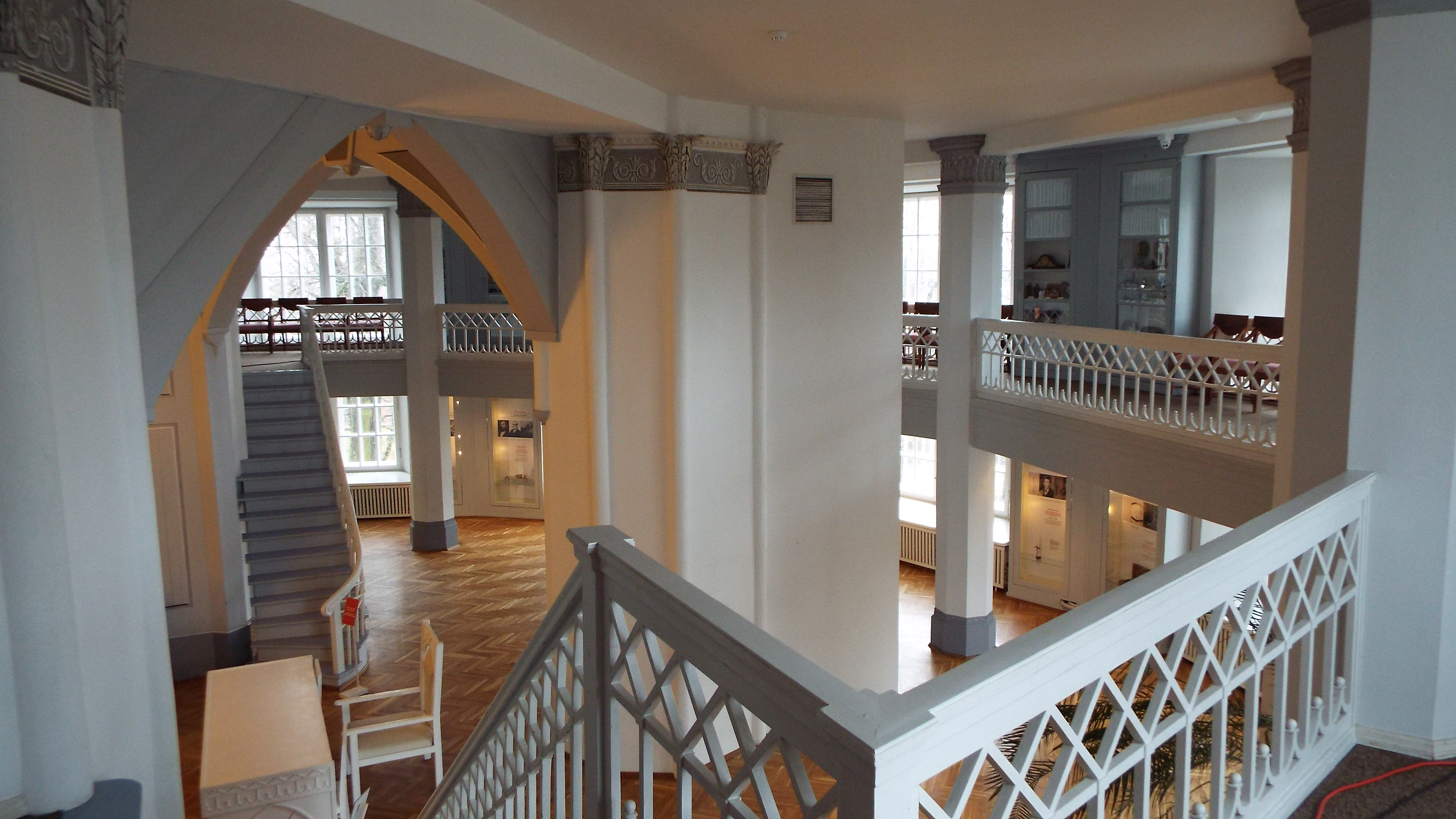
Balkongen till Vita salen
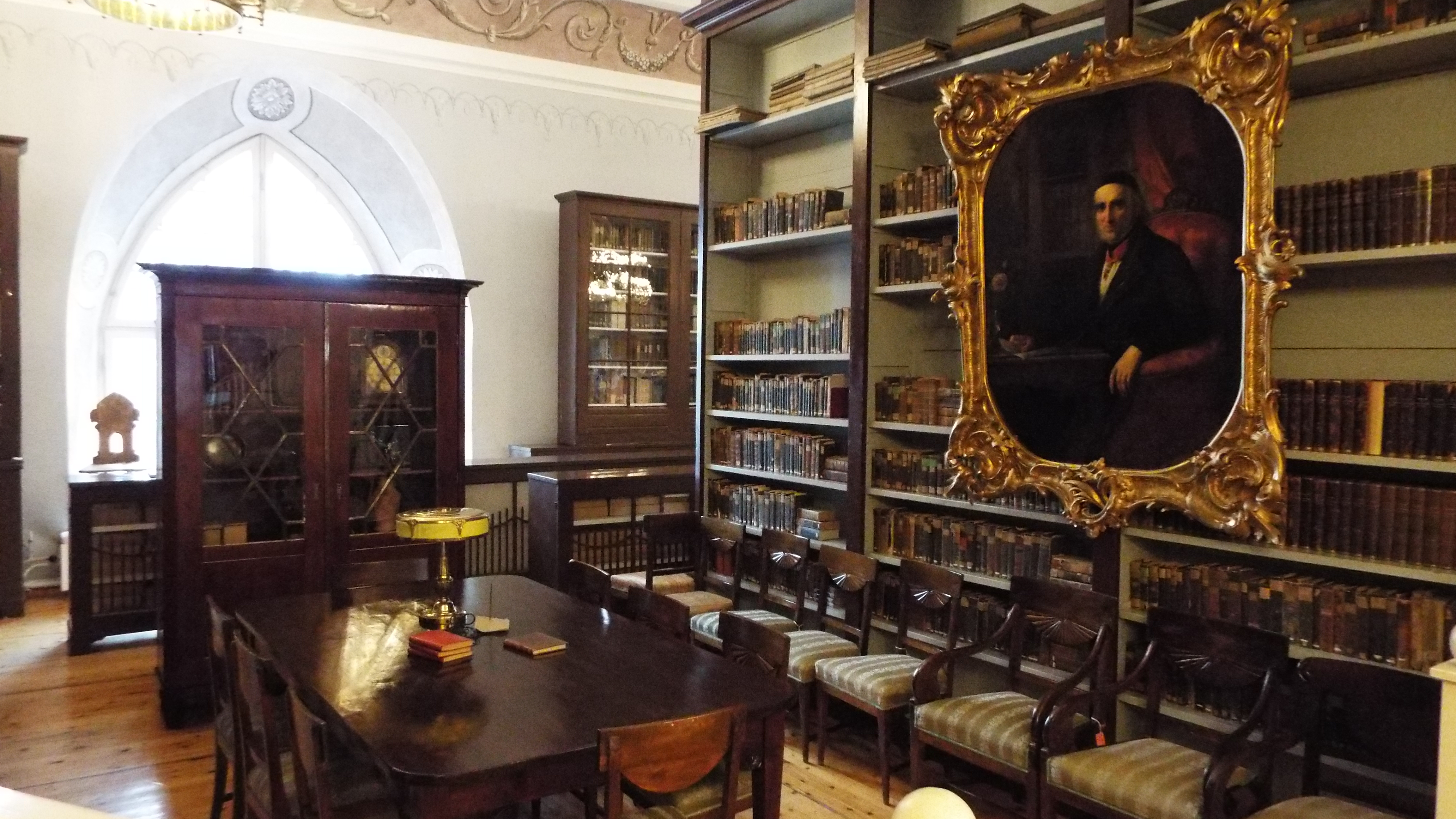
Morgensternsalen